# NetBEUI
A NetBEUI (NetBIOS Extended User Interface, más néven NetBIOS Frame, vagy NBF) egy útválasztás nélküli hálózat- és szállítási rétegbeli protokoll, amelyet a leggyakrabban Microsoft operációs rendszerek hálózataiban alkalmaztak (ma már kikopott a gyakorlatból). 
A „NetBIOS a NetBEUI fölött” megoldás számos, a kilencvenes években kibocsátott operációs rendszerben használatos (Windows for Workgroups, Windows 95 és Windows NT). Mivel nincs útválasztás, helyi hálózaton gyors működést tesz lehetővé, de csak helyi hálózaton használható.